# Гипотезы о гомосексуальности Николая Гоголя
Николай Гоголь никогда не был женат и предпочитал вести замкнутый образ жизни. О его личной жизни сохранилось мало данных, что стало причиной возникновения ряда гипотез о его гомосексуальности.
Известно, что в 1829 году Гоголь внезапно уехал из Петербурга в Любек. В письме матери он объяснил свой поступок следующим образом:

Кто бы мог ожидать от меня подобной слабости. Но я видел её… нет, не назову её… она слишком высока для всякого, не только для меня. Я бы назвал её ангелом, но это выражение низко и некстати для неё… Нет, это не любовь была… я по крайней мере не слыхал подобной любви… В порыве бешенства и ужаснейших душевных терзаний, я жаждал, кипел упиться одним только взглядом, только одного взгляда алкал я. …Нет, это существо… не была женщина. Если бы она была женщина, она бы всею силою своих очарований не могла произвесть таких ужасных, невыразимых впечатлений. Это было божество, им созданное, часть его же самого! Но, ради Бога, не спрашивайте её имени. Она слишком высока, высока.
Достоверно неизвестно, кого имел в виду писатель; современник писателя П. Кулиш считал, что Гоголь влюбился в женщину, не ответившую ему взаимностью.
По мнению же Владимира Соллогуба, «единственной женщиной, в которую был влюблён Гоголь», была Анна Михайловна Виельгорская, на которой писатель хотел жениться и которую в письме другу Плетнёву называл «существом небесным». И. С. Аксаков предполагал, что Анна была прототипом Уленьки из «Мёртвых душ».
Профессор МГУ Владимир Воропаев видит причину безбрачия писателя в монашеском складе его характера.
Историк русской литературы профессор Семён Карлинский выдвинул предположение об «угнетённой гомосексуальности» (нгл. - repressed homosexuality) Гоголя, предполагающей «подавление эмоционального влечения к представителям своего пола» и «отвращение к физическому или эмоциональному контакту с женщинами».
В своём интервью на вопрос по поводу сексуальности Гоголя Карлинский сообщил, что ему близок психоаналитический подход, однако отметил, что не является фрейдистом.
Излагая гипотезу Карлинского, Лев Клейн перечисляет следующие аргументы: Гоголь не имел близости с женщинами; избегал общения с ними и предпочитал им общение с мужчинами; его письма к мужчинам носят эмоциональный и аффектированный характер; гоголевские «Ночи на вилле», где присутствуют признания в любви к умирающему юноше, носят автобиографический характер периода, когда он ухаживал за умиравшим молодым другом графом Иосифом Виельгорским, братом Анны Михайловны. В конце изложения автор резюмирует идею Карлинского:

Вокруг него в обществе было очень много людей, почти откровенно практиковавших гомосексуальные отношения. … Для Гоголя это был абсолютно запретный и ужасающий мир греховных искушений, и если он в глубине души сознавал направленность своих влечений, то должен был глубоко страдать от этого. В сущности его смерть близка самоубийству: он перестал есть и вместо сна молился. Он уморил себя голодом и бессонницей.
Советский и российский  сексолог Игорь Кон не доверяет тезису о предписаниях священника и не считает гипотезу Карлинского доказанной:

Семён Карлинский выводит уход Гоголя в религию, мистицизм и морализм из его неспособности принять свой гомоэротизм. Послушавшись фанатика-священника Матвея Константиновского, который якобы предписал Гоголю для избавления от «внутренней скверны» воздержание от сна и пищи, писатель буквально уморил себя голодом. Однако эта версия не доказана и допускает прямо противоположное рассуждение, — что именно глубокая религиозность Гоголя не позволяла ему принять свою сексуальность, породив депрессию и желание смерти.
Кон указывает, что в письмах к друзьям Гоголь признавался, что никогда не знал женской любви и даже гордился этим, считая чувственность низменной и унизительной. На вопросы доктора А. Т. Тарасенкова во время последней болезни Гоголя писатель сказал, что не имел связей с женщинами (в юности однажды посетил с друзьями бордель, но не получил удовольствия) и никогда не мастурбировал (об эротическом воображении врач не спросил). По мнению И. Кона, женские образы в произведениях Гоголя весьма условны, зато в "Тарасе Бульбе" поэтизируются мужское братство, дружба и красота мужского тела.
Книга Карлинского «Сексуальный лабиринт Николая Гоголя» (1976) вызвала споры в научной среде. Несмотря на то, что о ней положительно отозвались литературный критик Эдмунд Уайт и культуролог Борис Парамонов, она подверглась критике со стороны многих литературоведов, например, И. П. Золотусского, В. В. Бибихина, Ю. В. Манна, М. Я. Вайскопфа.
И. П. Золотусский называет гипотезу Карлинского «чепухой». Тот факт, что Гоголь часто жил у друзей (мужчин) литературовед объясняет тем, что Гоголь имел фобию жить один. При этом, по мнению литературоведа, Гоголь был неравнодушен к женщинам, в том числе к А. М. Виельгорской. В статье В. В. Бибихина «Литературная мысль Запада перед „загадкой Гоголя“» сборника «Гоголь: история и современность» гипотеза Карлинского также отвергается:

«…Карлинский предпринял эскалацию сексопатологического разоблачительства. Достаточно сказать, что сам автор описывает свою задачу по анализу гоголевских текстов как „разгадывание сложной символической шарады на сексуальные темы“, а орудием ему служит методически применяемая низкопробная подозрительность. А религиозно-проповедническую стезю писателя Карлинский считает способом компенсировать неудачу своих неестественных поползновений».
Мнение о гомосексуальности Гоголя высказывали также И. Д. Ермаков (1926, 1983), Хью Маклейн.
Кандидат филологических наук Л. С. Яковлев называет попытки определить сексуальную ориентацию Гоголя «провокационными, эпатажными, курьёзными публикациями».